# Чефорнак (Аљаска)
Чефорнак (енгл. Chefornak) град је у америчкој савезној држави Аљаска.

## Демографија
По попису из 2010. године број становника је 418, што је 24 (6,1%) становника више него 2000. године.
| Група             | 2000.    | 2010.     |
| Белци             | 8 (2,0%) | 14 (3,3%) |
| Афроамериканци    | 0 (0,0%) | 1 (0,2%)  |
| Азијати           | 0 (0,0%) | 0 (0,0%)  |
| Хиспаноамериканци | 0 (0,0%) | 0 (0,0%)  |
| Укупно            | 394      | 418       |